# Вултурешть (комуна, Арджеш)
Вултурешть, Вултурешті (рум. Vulturești) — комуна у повіті Арджеш в Румунії. До складу комуни входять такі села (дані про населення за 2002 рік):
- Бирзешть (602 особи)
- Вултурешть (2053 особи) — адміністративний центр комуни
- Хулуба (235 осіб)

Комуна розташована на відстані 106 км на північний захід від Бухареста, 28 км на північний схід від Пітешть, 129 км на північний схід від Крайови, 77 км на південний захід від Брашова.

## Населення
У 2009 року у комуні проживали 2894 особи.

## Зовнішні посилання
- Дані про комуну Вултурешть на сайті Ghidul Primăriilor [Архівовано 20 жовтня 2010 у Wayback Machine.]